# 人民社会主义 (中欧)
人民社会主义（德語：Volkssocialismus）是一种起源于奥匈帝国的中欧特有的社会主义意识形态。中欧的人民社会主义与北欧国家的人民社会主义有所不同，后者更倾向于左翼。中欧的人民社会主义起源于1890年代，传统上是一种中左翼的政治意识形态，与左翼民族主义、民主主义和古典激进主义政治相关联，并强调将自由社会主义与各国的民族主义结合。
历史上，人民社会主义在奥匈帝国及其继承国的政治中具有重要影响，尤其是在捷克和斯洛文尼亚政治中占有一席之地。在经济领域上，人民社会主义与行会社会主义较为接近，并拥有自己的工会组织。在实际政治操作中，它主张通过渐进改革来推动国家法律和经济体系的变革。在哲学层面上，其支持者更倾向于将人民社会主义视为一种唯心主义社会主义，而非马克思主义所主张的辩证唯物主义社会主义。在不同地区的发展背景下，人民社会主义的意识形态在捷克斯洛伐克被称为“捷克社会主义”或“捷克斯洛伐克社会主义”，在南斯拉夫被称为“南斯拉夫社会主义”。